# シャックリ川
シャックリ川（しゃっくりがわ）は、三重県名張市を流れ、名張市蔵持町里で名張川に合流する淀川水系一級河川。

## 河川名の由来
河川名の由来は、はっきりと分かっていないが、次のような説がある。1911年（明治44年）の『名賀郡蔵持村名誌』にシャックリ川の名が確認され、少なくとも明治にはこの名称が定着していた。堂田橋の欄干には「シャクリ川」の表記があるが、正式には「シャックリ川」である。
- 川の流れが曲がっているのでしゃくれている川ということから[1][2]。
- 川の流れが曲がっているのでシャクトリムシのようなかたちに見えるから[2]。
- この川に多くの魚がいたので、タモやカケ針でしゃくったり、ひっかけたりして、簡単に魚が獲れたから[1][2]。
- 川のほとりに立つとしゃっくりが出るから[2]。

ただし耕地整理や宅地開発により流路はほぼ直線化され、魚も簡単には獲れなくなってしまっている。

## 地理
源流部にゴルフ場、流域の大規模新興住宅地や工業団地からの排水の問題を抱えており、現在は名張市の中で最も汚れた川となっている。最上流部には雑木林の中で自然の残ったところがある。流下するに従って、桔梗が丘や富貴ヶ丘などの団地排水・工業排水が流入し、宮橋の下流で名張川本流と合流する。